# KSP Jedlina-Zdrój
KSP Jedlina – klub pétanque z Jedliny-Zdroju.

## Historia
Gra w boules w Jedlinie sięga czasów końca II Wojny Światowej, kiedy to do Polski powrócili repatrianci z Francji. Część z nich osiedliła się w okolicach Wałbrzycha, przywożąc ze sobą nieznaną dotąd w Polsce grę – pétanque. Swoje pierwsze puenty stawiali oni na mało uczęszczanych w tamtym okresie i jeszcze nie wyasfaltowanych ulicach miasta.
Na początku lat 90. za sprawą W. Antasa gra w boules na nowo się odrodziła. Z Francji sprowadzał paroletnie bule i rozdawał je wszystkim, którzy mieli ochotę spędzać letnie popołudnia na tej grze. Po pewnym czasie wspólnym wysiłkiem jedlińskich bularzy zbudowano pierwsze boisko do buli, które mieściło się na Suliszowie. 

Pierwszy turniej zorganizowano w 1998 roku. Poza gospodarzami pojawiły się drużyny z: Wałbrzycha, Boguszowa-Gorc, Kamiennej Góry oraz Wrocławia. Obecny był także przyszły założyciel oraz pierwszy prezes Polskiej Federacji Petanque – Bogdan Zając. 
Parę lat później gdy powstawała Polska Federacja Pétanque, stowarzyszenie Klub Sportowy Petanque „Jedlina” został jednym z sześciu klubów założycielskich. Pierwszym Prezesem Klubu został Edmund Brniak. 
Członkami klubu są najstarsi gracze petanque w Polsce - Emil Szafrański i Edmund Łukaszewski.

## Sukcesy
2012
- Mistrzostwo Polski Juniorów w strzale precyzyjnym (Sergiusz Gądek)
- Mistrzostwo Polski Weteranów (Edward Serafin, Kazimierz Jacak, Jerzy Siara)
- Puchar Polski Tripletów (Daniel Siara, Edward Serafin, Jerzy Siara)
- III m-ce Halowy Puchar Polski (Edward Serafin, Daniel Siara, Kazimierz Jacak)

2011
- II m-ce Puchar Polski Dubletów (Edward Serafin, Kazimierz Jacak)
- I m-ce Puchar Polski Singli (Sergiusz Gądek)
- II m-ce Puchar Polski Singli (Patryk Witkowski)
- I m-ce Centrope Cup Polska (Kamil Orpel, Patryk Witkowski, Sergiusz Gądek)

2010
- I m-ce Puchar Polski Tripletów (Gabriel Kaźmierczak, Emil Szafrański, Edmund Łukaszewski)
- IV m-ce Puchar Polski Dubletów (Sergiusz Gądek/?)

2008
- III m-ce Mistrzostwa Polski Kobiet (Natalia Orpel)

2007
- I m-ce Mistrzostwa Polski Kobiet (Natalia Orpel/?)
- II m-ce Puchar Polski Par Mieszanych (Daniel Siara/?)

2006
- II m-ce Puchar Polski Tripletów (Jerzy Siara, Leszek Orpel, Kamil Orpel)
- IV m-ce Mistrzostwa Polski Seniorów (Jerzy Siara, Leszek Orpel, Kamil Orpel, Piotr Siara)

2005
- III m-ce Mistrzostwa Polski Seniorów (Leszek Orpel, Kamil Orpel, Hubert Maciejewski, Rafał Kowalczyk)
- IV m-ce Puchar Polski Singli (Kamil Orpel)

2004
- II m-ce Puchar Polski Tripletów (Jerzy Siara, Daniel Siara, Piotr Siara)

2003
- I m-ce Mistrzostwa Polski Seniorów (Jerzy Siara, Daniel Siara, Piotr Siara)
- II m-ce Puchar Polski Singli (Daniel Siara) [potrzebny przypis]